# Ditylometopa rufifrons
Ditylometopa rufifrons är en tvåvingeart som först beskrevs av Charles Howard Curran 1934.  Ditylometopa rufifrons ingår i släktet Ditylometopa och familjen vapenflugor.
Artens utbredningsområde är Guyana. Inga underarter finns listade i Catalogue of Life.